# Museo Naval Casa Grau
El Museo Naval Casa Grau es una casa museo ubicada en el distrito del Cercado de Lima en Perú. En el lugar habitó durante doce años Miguel Grau Seminario, marino y héroe peruano de la Guerra del Pacífico, y su familia.

## Descripción
El museo se ubica en una casa de dos plantas del siglo XVIII de estilo colonial con un gran balcón de madera, típico de la arquitectura limeña de la época. En el interior se exhiben de forma permanente objetos personales de Grau, en ambientes decorados según la época, también la réplica de la curul que ocupó cuando fue diputado por Paita. A su vez, el museo posee piezas que narran algunas de las batallas navales que mantuvieron las armadas de Chile y Perú durante la Guerra del Pacífico, que enfrentó a ambos países entre 1879 y 1881.